# Heinrich Friedrich Wedemeyer
Heinrich Friedrich Wedemeyer (* 26. Dezember 1783 in Göttingen; † 20. August 1861 ebenda) war ein Göttinger Galanteriewarenhändler, Porzellan- und Glasmaler.

## Leben
Heinrich Wedemeyer übernahm von seinem Vater 1814 das elterliche Galanterie- und Kurzwarengeschäft in Göttingen, dessen Warensortiment er zunächst um Porzellan, Glas und Steingut erweiterte. 1818 begründete er Göttingens erste Werkstatt für Porzellanmalerei und stellte 1821 erste Mitarbeiter für diesen Werkstattbetrieb ein, um die Nachfrage der Göttingen studierenden Studenten nach Couleurartikeln wie Tabakpfeifenköpfen und Tassen mit Landschaftsmotiven, ihren Familienwappen und den Wappen ihrer Studentenverbindungen zu decken. Diese heute als Studentica gehandelten Erinnerungsstücke an die Studienzeit wurden oftmals mit Widmungen an studentische Freunde versehen und gehörten neben Porträtsilhouetten und Stammbüchern zu den nachgefragtesten Memorabilien dieser Zeit. Nach schwierigen Anfangsjahren mit Mitarbeitern, die kamen und sich bei ihrem Weggang teilweise in Göttingen selbstständig zu machen suchten, fand er in seinem Schwiegersohn Philipp Petri einen als Maler ausgebildeten Mitarbeiter, mit dem der Ausbau dieses Zweigs des Unternehmens als Familienunternehmen gelang und im Königreich Hannover im Bereich der Hausmalerei große Anerkennung fand. Wedemeyer konnte sich aus der Porzellanmalerei zugunsten seines Schwiegersohnes zurückziehen und nahm als weiteren Zweig seines Geschäfts die Glasmalerei auf, in der er künstlerisch aufging. Sein Schwiegersohn Philipp Petri baute die Porzellanmalerei zu einem erfolgreichen, schon von seinem Schwiegervater als solchen angelegten arbeitsteiligen Werkstattbetrieb aus, wandte sich seinerseits dann aber der neuen Technik der Daguerreotypie zu und wurde so zu einem der Fotopioniere in Göttingen. Sein Sohn Bernhard Petri (1837–1887) übernahm die Führung der Porzellanmalerei und gab diese aber nach dem Tod des Vaters auf, um dessen Fotoatelier fortzuführen. Hintergrund war nicht zuletzt der zunehmende ruinöse Wettbewerb im Bereich der Porzellanmalerei infolge der Einführung der Gewerbefreiheit.
Werke von Heinrich Friedrich Wedemeyer, von seinem Schwiegersohn Philipp Petri und des Enkels Bernhard Petri befinden sich im Städtischen Museum Göttingen. Glasfenster Wedemeyers haben sich auf der Burg Bodenstein erhalten.